# 蒋国华 (1956年)
蒋国华（1956年—2010年10月9日），前马来西亚沙巴三脚石国阵沙巴团结党国会议员，曾任沙巴团结党总财政。
2010年10月9日，蒋国华骑摩托车于亚庇与一辆轿车发生意外相撞，当场重伤不治。蒋国华所留下的国会议席空缺，由妻子曾道玲在接下来的补选中胜出接任。